# العلوم الفاخرة في النظر في أمور الآخرة (كتاب)
العلوم الفاخرة في النظر في أمور الآخرة، هو كتاب من تأليف عبد الرحمان الثعالبي (ت 875 هـ) عبارة عن مجلد كبير في علم التصوف والعقيدة الإسلامية.

## نبذة عن الكاتب
عبد الرحمان الثعالبي، (ت 875 هـ)، مفسر وفقيه مالكي صوفي ومتكلم على مذهب الأشاعرة. ولد بمدينة يسر موطن آبائه وأجداده الثعالبة، موقعها اليوم ضمن الجزائر، وهو أحد أعلام الأشاعرة المالكية في القرن التاسع الهجري. وقد صار رمزا لمدينة الجزائر التي أضحت تعرف بمدينة سيدي عبد الرحمان.

## وصف الكتاب
وصف الإمام عبد الرحمان الثعالبي هذا الكتاب بقوله:

## محتويات الكتاب
تم تصنيف هذا الكتاب في أبواب وفصول، منها:
1. باب ما ينجي من أهوال يوم القيامة.
2. باب ما جاء في شهادة جوارح الإنسان عليه يوم القيامة.
3. باب ما جاء أن أهل النار يجوعون ويعطشون.
4. باب ما جاء في طير الجنة.
5. باب في ذكر طعام أهل الجنة.

## المخطوطات
توجد العديدُ من المخطوطاتِ التي تم الاعتمادُ عليها في تحقيق هذا الكتابِ، مِنها:
1. مخطوط «مكتبة مؤسسة الملك عبد العزيز بالدار البيضاء»: (عدد الأجزاء: 2، عدد الصفحات: 592، صفة الخط: مغربي، نوعية المخطوط: نسخة جيّدة).[2]
2. مخطوط «مكتبة جامعة أم القرى»: رقم 20972، (عدد الأوراق: 344).[11]
3. مخطوط «المكتبة القاسمية بزاوية الهامل»: تاريخ النسخ 1172هـ.[12]

## التحقيق
تم تحقيق مخطوط هذا الكتاب في الجزائر من طرف الباحث «مالك بن محمد مصطفى كرشوش» خلال عام 2008م، ليتم نشره وتوزيعه بعد ذلك.

## الطبعات
قامت «المطبعة الحميدية» في القاهرة بإصدار الطبعة الأولى من كتاب «العلوم الفاخرة في النظر في أمور الآخرة» خلال عام 1899م (1317 هـ).
هذه الطبعة الأولى جاءت بعدد صفحات بلغ 350 صفحة من قياس 20 سم، ضمن مجلد واحد.
قامت «دار الكتاب العربي» في الجزائر بإصدار الطبعة الثانية من هذا الكتاب خلال عام 2009م (1429 هـ).
هذه الطبعة الثانية اللتي حقق مخطوطها الباحث «مالك بن محمد مصطفى كرشوش»، جاءت بعدد صفحات بلغ 510 صفحة من قياس 24 سم، ضمن مجلد واحد.